# قطنا
قطنا (به عربی: قطنا ) یک عوارض جغرافیایی در سوریه است که در منطقة قطنا واقع شده‌است.

## خصوصیات
قطنا ۳۳٬۹۹۶ نفر جمعیت دارد و ۸۷۹ متر بالاتر از سطح دریا واقع شده‌است.